# Карабура аулие
Карабура аулие (каз. Қарабура әулие, до 2002 г. — Клим) — село в Келесском районе Туркестанской области Казахстана. Входит в состав Кошкаратинского сельского округа. Код КАТО — 515471580.

## Население
В 1999 году население села составляло 566 человек (296 мужчин и 270 женщин). По данным переписи 2009 года, в селе проживали 623 человека (320 мужчин и 303 женщины).